# Ton Valentim
Anderson Cunha Valentim (Rio de Janeiro, 08 de outubro de 1982), também conhecido pelo nome artístico Ton Valentim, é um fotógrafo, artista plástico, ativista, músico e diretor carioca . Conhecido por sua participação no projeto Favelagrafia desde 2016, Ton retrata o cotidiano nas favelas do Rio de Janeiro, em especial o Morro do Borel, onde cresceu. Uma de suas obras mais conhecidas é a fotografia "Alguns lutam com outras armas", de um grupo de garotos empunhando instrumentos musicais como se fossem armas, obra essa que lhe abriu diversas portas no mundo artístico, em especial no eixo Rio - São Paulo . Um dos destaques de sua carreira foi a direção do comercial de Natal do Grupo Boticário, em 2020, retratando um Papai Noel negro .
Ton Valentim é criador de diversas produções artísticas, muitas delas voltadas para debates sócio-raciais .

## Biografia

### Infância
Ton nasceu e cresceu no Morro do Borel, favela localizada no bairro da Tijuca, na zona norte do Rio de Janeiro. Na década de 90, a comunidade era considerada uma das mais violentas da cidade. Apesar da violência, ele teve uma infância normal e feliz, com muito futebol na rua e brincadeiras de bolinhas de gude com os amigos .
Essa época tem uma grande influência na carreira do artista, que tem como prioridade mostrar as belezas da favela e provar que esses locais são muito mais que as páginas policiais de um jornal .

### Estudos
Os pais de Ton sempre apoiaram os sonhos do filho, desde que ele se dedicasse aos estudos. Ele é formado em Design Gráfico pela Universidade Estácio de Sá  .

### Família
Ton é filho de Elias e Ambrosia . O pai trabalhava na indústria e a mãe era empregada doméstica. Ele é o filho do meio, com uma irmã mais nova e um irmão mais velho .
Em 2013, casou-se com Letícia Soares. Os dois são pais de Abner, que nasceu em 2011 .

## Carreira

### Início da vida artística
A primeira influência de Ton foi o pai, que era músico por natureza, mas precisou deixar o sonho de lado para assumir a responsabilidade de cuidar da família. Ainda na infância, o artista já cantava na igreja e produzia desenhos na escola. Já com a fotografia, o primeiro contato aconteceu durante as aulas do curso de Design Gráfico .
Além de introduzir o mundo fotográfico na vida dele, a faculdade também ajudou a definir o seu nome artístico. Os colegas começaram a chamá-lo de Ton e ele gostou do apelido. Pouco depois, decidiu adotar Ton Valentim como nome profissional .

### Favelagrafia
Em 2016, Ton participou da primeira edição do Favelagrafia, projeto que reuniu nove fotógrafos de nove comunidades cariocas diferentes para registrar as belezas e particularidades das favelas sob a perspectiva dos seus moradores, com apenas um IPhone SE . Ele foi escolhido para ser os olhos do Morro do Borel .
O resultado do projeto chegou a ser exposto na área dos pilotis do Museu de Arte Moderna do Rio de Janeiro entre os dias 5 de novembro e 4 de dezembro de 2016 . Já as obras do Favelagrafia 2.0 foram expostas em uma das salas mais importantes do MAM, entre os dias 9 de novembro e 8 de dezembro de 2019 .
O nome de Ton e dos outros artistas envolvidos no projeto ganhou repercussão internacional. Em 2018, ele foi convidado a mostrar suas fotografias em duas exposições em Havana, capital de Cuba  .
O Favelagrafia foi premiado com dois Leões de Bronze no Festival de Publicidade de Cannes, em 2017, nas categorias projeto e entretenimento .

### Período em Cuba
Em 2018, Ton passou 25 dias na casa de um artista cubano, que havia transformado a sua residência em um ateliê completo, em Havana. No local, ele expôs obras suas e do projeto Favelagrafia  .
A ação ganhou repercussão nas mídias internacionais e garantiu a ele um convite para participar do Havana World Music Festival , maior festival de música do país. Esse período imerso na cultura cubana foi uma experiência transformadora pessoal e profissionalmente .

### "Alguns lutam com outras armas"
Em 2016, uma foto tirada por Ton, de cinco garotos com os rostos tampados, segurando instrumentos musicais como se fossem armas, viralizou nas redes sociais e alcançou milhares de curtidas .
A imagem foi feita durante o projeto Favelagrafia e se tornou um dos maiores sucessos da carreira de Ton, acompanhada da frase “Alguns lutam com outras armas” .
A foto chegou a inspirar o videoclipe da música “Na função”, da banda de reggae Ponto de Equilíbrio (banda), com participação dos rappers Rael e Rincon Sapiência. O vídeo foi dirigido por Phil Mendonça, que convidou Ton para ser co-diretor e co-roteirista do projeto, iniciando assim a trajetória dele na direção de peças audiovisuais .

### Trama
Em 2018, Ton participou do Trama, evento onde diversos artistas eram convidados para expor seus trabalhos durante a madrugada de um domingo no Mirante do Arvrão, no Morro do Vidigal, na zona sul do Rio de Janeiro. Com foco em artistas novos e periféricos, o projeto acontecia a cada três meses e precisou ser suspenso devido a pandemia de Covid-19, mas deve retornar  .

### Real Resiste
Em 2020, a pandemia de Covid-19 inspirou Ton e outros 29 artistas visuais a criarem o Real Resiste, intervenção urbana na qual foram colados mais de cem lambe-lambes em paredes, muros e postes com trechos da música homônima ao projeto, de Arnaldo Antunes, por toda a cidade do Rio de Janeiro    .
Para os artistas, o projeto era uma reafirmação da arte e da vida em tempos de negacionismo, mediocridade, preconceito, demolição da cultura e incapacidade de gestão da pandemia no país. Ele foi destaque no ArtRio e outras exposições cariocas, além de ter sido transformado em livro impresso com risografia    .

### Trabalhos como diretor
Em 2020, Ton passou a integrar a equipe de diretores de cena da produtora Boiler Filmes . O seu primeiro trabalho na nova casa - e um dos mais especiais da sua carreira - foi dirigir o comercial de Natal do O Boticário, em 2020  .
O vídeo foi a primeira grande produção audiovisual de Ton e segue a linha adotada pela marca em 2018, com ideais mais inclusivos e em prol da diversidade em suas produções  .
Criada pela AlmapBBDO, a campanha segue a trajetória de um garoto negro que se questiona por que não existe um Papai Noel como ele para, anos depois, se tornar essa figura que carrega tanto simbolismo e representatividade na vida de outras crianças  . A propaganda foi realizada, produzida, dirigida e operada por pessoas negras, desde os atores até os bastidores .